# 2000年シドニーオリンピックのウルグアイ選手団
2000年シドニーオリンピックのウルグアイ選手団（2000ねんシドニーオリンピックのウルグアイせんしゅだん）は、2000年9月15日から10月1日にかけてオーストラリアのニューサウスウェールズ州シドニーで開催された2000年シドニーオリンピックのウルグアイ選手団、およびその競技結果。

## 概要
今大会は銀メダル1個、合計1個のメダルを獲得した。

## メダル
| メダル | 選手名               | 競技   | 種目               |
| ------ | -------------------- | ------ | ------------------ |
| 銀     | ミルトン・ウィナンツ | 自転車 | 男子ポイントレース |